# Piasecznik
Piasecznik es un pueblo perteneciente a la gmina Choszczno, powiat de Choszczno, voivodato de Pomerania Occidental, Polonia.

## Superficie
Cuenta con una superficie de 21,18 kilómetros cuadrados.

## Demografía
Hasta 2021 la población era de 390 habitantes, con una densidad de población de 18,41 habitantes por kilómetro cuadrado. El 52,3% conformada por hombres y el 47,7% por mujeres. De estos, el 17,9% corresponden a menores de edad de 0-17 años, 63,3% a personas entre 18-64 años y el 18,7% a personas de 65 o más años.
| Gráfica de evolución demográfica de Piasecznik entre 2011 y 2021 |
|                                                                  |
| Datos según City Population.                                     |